# УНІТА
Національний союз за повну незалежність Анголи (порт. União Nacional para a Independência Total de Angola, UNITA) —
політична партія Анголи, яка була створена на базі повстанського угрупування. Активно брала участь в антиколоніальній (1966—1975 роки) та в громадянській війнах у 1975—2002 роках. Засновник — Жонас Савімбі.

## Ідеологія
Маючи підтримку, перш за все, серед овімбунду, етнічної групи з півдня країни, з перших днів УНІТА позиціонувала себе як маоїстський суперник про-радянської МПЛА і консервативної ФНЛА. Засновник партії Жонаш Савімбі поряд з іншими керманичами партизан УНІТА навчався партизанській війні в Китайської Народній Республіці в 1960-х, КНР була найбільшим постачальником зброї в русі. Після здобуття незалежності та втручання Куби і Південної Африки, в УНІТА дистанціювалися від своєї ранньої марксистсько-ленінсько-маоїстської риторики і проголосили, що ведуть боротьбу за демократичну, соціалістичну Анголу вільну від іноземного впливу. По збільшенню стратегічних зв'язків з Південною Африкою та США, риторика щодо демократичного соціалізму зникла на користь вільного підприємництва. До кінця громадянської війни, УНІТА зазвичай вважалася правим політичним рухом що мав союзниками Республіканську партію США і різні антикомуністичні лобістські групи у Сполучених Штатах. Сьогодні УНІТА ідентифікує себе як консервативна партія і є членом правого Міжнародного демократичного союзу завершивши довгий перехід від маоїзму до консерватизму.

## Історія

### 1960-1970-ті: антиколоніальна боротьба
Заснована 13 березня 1966 в результаті розколу національно-визвольного руху ФНЛА. В період 1966—1974 спільно з ФНЛА і МПЛА вела боротьбу з португальськими колонізаторами. Етноплеменну опору УНІТА створювала народність овімбунду. Ідеологія УНІТА ґрунтувалася на поглядах Жонаса Савімбі, що представляли собою суміш негритюда, радикального соціалізму і маоїзму. Спочатку основними принципами партії були незалежність Анголи, соціальна концепція маоїзму, забезпечення інтересів овімбунду. При цьому деякий час в 1960-х Савімбі налагоджував співпрацю не лише з КНР, але і з СРСР, користуючись підтримкою Москви.
Членський склад УНІТА комплектувався майже виключно з молодих селян-овімбунду. Вдалося відбудувати організаційно-політичну структуру і сформувати збройні загони. Але помітних військових успіхів організація не добилася. Незалежність Анголи була досягнута більшою мірою в результаті Португальської революції, ніж збройної боротьби МПЛА, ФНЛА і УНІТА. Одна з важливих причин полягала в міжусобному протистоянні ангольських національно-визвольних рухів.

### 1970-1980-ті: антикомуністичний опір
Після проголошення незалежності Анголи 11 листопада 1975 УНІТА розгорнув збройну боротьбу проти марксистського уряду МПЛА, за підтримки СРСР і Куби. В ході військових дій війська УНІТА взаємодіяла з озброєними силами ПАР.
До весни 1976 уряд МПЛА здобув військову перемогу в громадянській війні. ФНЛА було розгромлено, війська ПАР покинули територію Анголи. Але УНІТА вдалося сформувати дієздатну партизанську армію, контролюючу ряд внутрішніх районів, особливо на південному сході країни. УНІТА вважалася одним з найефективніших партизанських рухів XX століття. Політичний центр УНІТА розташовувався в місті Уамбо, потім в Баїлундо, військовий — в місті Джамба. Військово-політичною основою УНІТА була повстанська армія Савімбі, економічною —— контроль над нелегальним видобутком та збутом алмазів.
Ангольський конфлікт перетворився на важливу ділянку глобальної холодної війни. Савімбі зробив ідеологічну переорієнтацію. УНІТА стала позиціонуватися як демократична і антикомуністична організація (при цьому особисті погляди Савімбі в багато чому залишалися лівими). У 1985 році в Джамбо відбувся міжнародний конгрес антикомуністичних повстанських рухівй. Було утворено Демократичний Інтернаціонал, який отримав також назву Jamboree  — «Джемборі». Місце проведення зустрічі радикальних антикомуністів Африки, Центральної Азії, Центральної Америки, Індокитаю і США саме по собі свідчило про рівень політичного авторитету УНІТА.
Рух УНІТА позиціонувався як представництво сільської чорношкірої бідноти, гнобленої правлячим апаратом МПЛА, що складається із заможних мулатів, білих поселенців і «асимільованих» африканців. Незважаючи на активну співпрацю з правими колами США, Савімбі ніколи остаточно не відмовився від маоїстських поглядів і до кінця життя був прихильний ідеям «чорного соціалізму». Важливу роль грав також мотив національно-визвольної боротьби проти «іноземних господарів» МПЛА — насамперед СРСР і Куби.

УНІТА була створена, щоб протистояти змовою МПЛА з португальськими лідерами. Білі і мулати частіше негрів належать до класу власників. Вони використовують неоколоніальні порядки, встановлені МПЛА, щоб збагачуватися в тіні ТНК за рахунок корінних чорношкірих. Адміністративні посади, промислові та комерційні компанії, потрапляють в їх руки. Проживають вони в містах, на відміну від корінних чорних з сіл, і вважають, ніби їм визначено правити Анголою.

Жонас Савімбі

Найбільших військових успіхів повстанці УНІТА домоглися в кінці 1980-х — початку 1990-х. Вивід з Анголи кубинських військ і різке скорочення обсягів радянської підтримки режиму Жозе Едуарду душ Сантуша дозволило збройній опозиції розгорнути масований наступ і взяти під контроль великі території. Активні удари УНІТА наносилися навіть у столиці

УНІТА приступає до великої військової операції. Основною метою є Луанда — захопити Луанди і взяти владу.

Педру ді Кастро Ван-Дунен, міністр закордонних справ НРА , 19 серпня 1989

Але повстанцям не вдалося нанести вирішальної воєнної поразки урядовим військам. Правлячий режим зумів встояти і згодом компенсував втрачену допомогу СРСР налагодженням зв'язків з США і західноєвропейськими державами.

### 1990-ті: спроби політичного врегулювання і поновлення війни
31 травня 1991 Жонас Савімбі і Жозе Едуарду душ Сантуш уклали в Лісабоні угоду про припинення громадянської війни і перехід до багатопартійної демократії. У 1992 році Савімбі балотується в президенти. УНІТА відмовилася визнати оголошені результати виборів, згідно з якими Савімбі отримав 40 % голосів, тоді як лідер МПЛА президент Жозе Едуардо душ Сантуш —— 49,6 %. Політична криза вилилася в триденну масакру на Хеллоуїн. 30 жовтня — 1 листопада 1992 року. Загинули, за різними даними, від 10 тисяч до 30 тисяч членів УНІТА та інших прихильників опозиції. Серед інших були вбиті члени вищого керівництва УНІТА Жериміас Шитунда і Еліаш Пена.

Він не міг погодитися на «принизливе» друге місце. Це рішення коштувало життя деяким з його найбільш високопоставлених помічників і послідовників, які загинули від куль на вулицях Луанди..

Після «кривавого Хеллоуїна» УНІТА відновлює повномасштабну партизанську війну. Спочатку по урядовим силам були нанесені потужні контрудари. Результатом стали нові переговори в Лусаці і укладення чергових мирних угод. Передбачалося створення коаліційного уряду і розділ влади на всіх рівнях між МПЛА і УНІТА. Але процес не отримав розвитку, оскільки обидві сторони робили реальну ставку на військову перемогу.
21-23 лютого 1999 керівництво партії зібралося на засідання в місті Баїлундо куди після встановлення урядового контролю над Уамбо перебазувалася політична штаб-квартира УНІТА. Було прийнято політичну заяву. Озброєна опозиція звинуватила президента душ Сантуша в насадженні олігархічної диктатури. Перераховувалися військові злочини влади МПЛА, починаючи з 1975 року. Від імені «знедоленого народу Анголи» підтверджувалося намір повалити правлячий режим шляхом збройної боротьби:

У боротьбі проти португальського колоніалізму нас називали терористами. У боротьбі проти радянського і кубинського імперіалізму МПЛА і його господарі клялися розтрощити нас. В обох випадках історія перекинула їх, підтвердивши нашу правоту. Ми переможемо, історія на нашому боці.

Але кінець 1990-х став періодом військових невдач УНІТА. В 1998 ряд військово-політичних керівників УНІТА пориває з Савімбі. В 1999 відбувається масований наступ урядових військ. 24 грудня 1999, після кровопролитних і руйнівних боїв, УНІТА змушені залишити свій головний оплот —— Джамбо.
Зовнішня підтримка Савімбі в 1990-х практично припинилася, в той час як уряд МПЛА встановив політичні зв'язки з американською адміністрацією Білла Клінтона.

Сполученим Штатам потрібен був союзник проти радянської експансії. Тепер же, коли небезпека минула, УНІТА стала загрозою для інтересів США.

Жонас Савімбі

### По загибелі Савімбі: припинення збройної боротьби, легалізація, падіння впливу
22 лютого 2002 Жонас Савімбі загинув у бою з урядовими військами. Смертельне поранення отримав і його заступник Антоніу Дембо, який помер кілька днів по тому. Лідерство в УНІТА перейшло до Паулу Лукамбе, прихильникові компромісу з правлячим режимом МПЛА. Наступного року лідером УНІТА став керівник партійної дипломатичної служби Ісайаш Самакува. Було укладено угоду з урядом душ Сантуша. Воєнізовані формування УНІТА частково підлягали розпуску, частково включалися до складу урядових збройних сил. УНІТА легалізувалася як політична партія під загальнодемократичними гаслами.
Партія двічі брала участь у виборах. Результати свідчили про різке падіння впливу УНІТА по загибелі Савімбі і припинення збройної боротьби. На виборах 2008 року УНІТА отримала лише 10,4 % голосів, на виборах 2012 року — 18,7 %.
УНІТА залишається найбільшою опозиційною партією Анголи. Під керівництвом Самакуви партія ідеологічно еволюціонувала на позиції соціального консерватизму, далеко відступивши від соціалістичних установок часів Савімбі. При цьому, помітно знизився політичний динамізм, який раніше був характерним для УНІТА. Роль ударної сили опозиції перейшла до неформалізованих молодіжних рухів і партії КАСА (Широка конвергенція за порятунок Анголи) на чолі з Абелем Шівукувуку, у минулому видним діячем УНІТА.

## Терористичні акти
Поряд з партизанською війною, бойовики УНІТА практикували тероризм, у тому числі безадресного характеру. В листопада 1983 року вони збили ангольський пасажирський літак Boeing 737, в чому самі визнали свою провину. На борту авіалайнера знаходилося 130 чоловік, всі вони загинули.
Всього на бойовиків УНІТА покладається відповідальність мінімум за 431 терористичний акт, в яких загинули кілька тисяч осіб.